# Bitwa na równinie Cintla
Bitwa na równinie Cintla – jedno z pierwszych starć zbrojnych Hiszpanów Hernána Cortésa z siłami Tabasków, które miało miejsce 25 marca 1519 roku.
Do bitwy doszło wkrótce po zdobyciu przez Hiszpanów miasta Potonchan. Cortés obawiając się próby odbicia miasta, wezwał z zacumowanych przy brzegu okrętów posiłki. Do Potonchan przybyli wówczas arkebuzerzy, pikinierzy i kusznicy oraz 16 konnych. Do bitwy doszło 25 marca na równinie Cintla. Podczas tego starcia miała miejsce pierwsza w historii konna szarża na kontynencie amerykańskim. Odniosła ona pełny sukces – nieznający koni Indianie byli przerażeni widokiem tych zwierząt i nie stawili przeciwnikowi znaczącego oporu. Hiszpanie podejmowali szarże kilkukrotnie, okrążając pole bitwy, a po ostatniej z nich otworzyli ogień hiszpańscy arkebuzerzy. Indianie uciekli z pola bitwy.
W starciu zginęło ponad ośmiuset Indian i dwóch hiszpańskich żołnierzy. Skala zwycięstwa była tak duża, że dzień po bitwie w hiszpańskim obozie stawiło się 30 tabaskańskich posłów z bogatymi darami.